# Walerij Karpin
Walerij Georgijewicz Karpin (ros. Валерий Георгиевич Карпин, ur. 2 lutego 1969 w Narwie) – rosyjski piłkarz występujący na pozycji pomocnika.
Od 2021 selekcjoner reprezentacji Rosji.

## Kariera piłkarska
Karpin jest wychowankiem Sport Tallinn, gdzie grał do 1988 roku. W 1990, po których przygodach w CSKA Moskwa i Fakiele Woroneż został piłkarzem stołecznego Spartaka, w którego barwach w ciągu czterech lat gry zdobył trzy mistrzostwa kraju i jeden puchar.
Po Mistrzostwach Świata 1994 został kupiony przez hiszpański Real Sociedad, z którego odszedł po Mistrzostwach Europy 1996 do Valencii FC. Po roku, kolejny raz zmienił klub, zostając piłkarzem innego galicyjskiego zespołu – Celty Vigo, gdzie grał przez pięć lat, tworząc duet pomocników z Aleksandrem Mostowojem.
W 2002 roku po raz drugi został piłkarzem Realu Sociedad, gdzie grał aż do zakończenia kariery w 2005 roku.

## Kariera reprezentacyjna
Jako piłkarz uczestniczył w dwóch mundialach 1994 i 2002 roku i jednym turnieju o Mistrzostwo Europy w 1996 roku.
Karpin zapisał się w historii jako strzelec pierwszego gola dla reprezentacji Rosji po upadku ZSRR. Uczynił to wykonując rzut karny w spotkaniu przeciwko Meksykowi w sierpniu 1992.
Łącznie reprezentacji Rosji rozegrał 72 mecze i strzelił 17 bramek. Zawodnik zagrał też jedno spotkanie dla Wspólnoty Niepodległych Państw.

## Kariera trenerska
W kwietniu 2009 roku zastąpił Michaela Laudrupa na stanowisku trenera Spartaka Moskwa. Ze stanowiska zrezygnował w maju 2012 roku. Niedługo później, w listopadzie 2012 roku po raz drugi przejął drużynę po zwolnieniu Hiszpana Unaia Emeriego. Funkcję tę pełnił do marca 2014 roku, kiedy to zespół odpadł z rozgrywek o Puchar Rosji w spotkaniu z trzecioligowym FK Tosno.
W sezonie 2014/15 był szkoleniowcem hiszpańskiego RCD Mallorca.
Od listopada 2015 do czerwca 2016 trenował Torpedo Armawir, z którym spadł do trzeciej ligi – Wtoroj diwizion.
Od grudnia 2017 roku prowadzi FK Rostów.
W lipcu 2021 roku został selekcjonerem reprezentacji Rosji. Rosja pod wodzą Karpina zakwalifikowała się do baraży o awans do Mistrzostw Świata 2022 po zajęciu drugiego miejsca w swojej grupie. Jednak 28 lutego 2022 FIFA i UEFA zawiesiły Rosjan w międzynarodowych rozgrywkach do odwołania z powodu jej inwazji na Ukrainę. 10 marca 2022 Karpin przedłużył kontrakt z reprezentacją narodową do końca roku, niedługo później powrócił na stanowisko menedżera FK Rostów. Prezes Rossijskij futbolnyj sojuz Aleksander Diukow wyjaśnił, że Karpin będzie musiał opuścić Rostów i skupić się na pracy w reprezentacji narodowej w przypadku, gdyby odwołanie federacji od dyskwalifikacji do Sportowego Sądu Arbitrażowego zakończyło się sukcesem lub dyskwalifikacja została zniesiona w inny sposób. 5 listopada 2022 Karpin przedłużył kontrakt do 1 sierpnia 2024.

## Życie prywatne
Ma cztery córki o imionach: Veronika (ur. w 1990 r.), Maria (ur. 23 lutego 1996 r.), Valeria (ur. 18 lutego 2001 r.) i Daria (ur. 4 września 2018 r.). Od 2017 r. Karpin jest żonaty z nauczycielką języka angielskiego, piosenkarką i łyżwiarką amatorską Darią Gordeevą (wcześniej był dwukrotnie żonaty). Od czasu rozpadu Związku Radzieckiego w 1991 uzyskał obywatelstwo Estonii, gdzie się urodził, a także Rosji, z pochodzenia. Później otrzymał również obywatelstwo hiszpańskie po kilku latach gry w Hiszpanii.

## Sukcesy

### Klubowe

#### Spartak Moskwa
- Priemjer-Liga: 1992, 1993, 1994
- Puchar ZSRR: 1992

Celta Vigo
- Puchar Intertoto: 2000